# 插入損失
插入损失是由于器件插入传输线或光纤而导致的信号功率损失，通常用分贝表示(dB)。
如果插入前傳輸到負載的功率為PT，插入後負載接收的功率為PR，則以dB為單位的插入損耗由下式給出：
{\displaystyle IL(\mathrm {dB} )=10\log _{10}{P_{\mathrm {T} } \over P_{\mathrm {R} }}}

## 电子过滤器
插入损失是电子过滤器的品質因數，該數據通常用濾波器指定。插入損耗定義為未安裝濾波器的測試配置中的信號電壓(|V1|)與安裝濾波器的信號電平(|V2|)之比。該比率以dB表示，如下式所示：
{\displaystyle {\mbox{Insertion loss (dB)}}=10\log _{10}{\left|V_{1}\right|^{2} \over \left|V_{2}\right|^{2}}=20\log _{10}{\left|V_{1}\right| \over \left|V_{2}\right|}}
對於無源濾波器，|V2|小於|V1|。這此情況下，插入损耗为是大於0的，并测量添加滤波器后信号會變的有多小。

## 链接与散射参数
如果兩個測量端口使用相同的參考阻抗，插入损失({\displaystyle IL})定义为 ：
{\displaystyle IL=-20\log _{10}\left|S_{21}\right|\,{\text{dB}}}
其中，{\displaystyle S_{21}}是散射矩陣中的參數之一。插入損耗是在測量的2個參考平面之間引入DUT產生的額外損耗。額外的損耗可以通過DUT中的固有損耗和/或不匹配來引入。在額外損失的情況下，插入損耗被定義為正。